# València (lingüística)
La valència d'un verb indica el nombre d'arguments o complements obligatoris que aquest verb necessita per formar una frase amb sentit complet en aquella llengua. El terme, procedent de la química, va ser encunyat per Lucien Tesnière. Els complements que s'afegeixen a l'oració però que no venen exigits per la valència verbal són optatius i es denominen adjunts. La valència, en ser un concepte sintàctic, indica únicament el nombre de complements i és la semàntica la que determina el tipus d'elements que poden aparèixer en cada cas. Quan una altra categoria té un origen o significat verbal, pot heretar la valència de la paraula primitiva i exigir al seu torn complements que l'acompanyin.

## Tipus de valències
Segons la valència, els verbs es classifiquen en diverses classes gramaticals. Teòricament no hi ha límit sobre el nombre d'arguments que pot exigir un verb, però a la pràctica la valència és reduïda i es pot dividir en els següents casos:
- València zero = correspon als verbs que denoten impersonalitat, no cal cap complement més enllà del mateix verb per expressar l'acció, com per exemple «Plou».
- València 1 o verbs monovalents = només contenen un argument, que pot ser el subjecte («La Maria dorm») o bé un altre complement («Fa massa calor»)
- València 2 o verbs bivalents = inclouen dos arguments; és el cas de la majoria de verbs transitius, com «La Laura menja pomes» i les seves corresponents transformacions en veu passiva («El pastís va ser devorat pels convidats»)
- València 3 o verbs trivalents = necessiten tres arguments diferents, com per exemple «El Miquel va fer un petó a la seva germana»
- València 4 o verbs quatrivalents = formen oracions complexes amb quatre arguments, com a la frase «El nostre company ha traduït aquesta novel·la de l'anglès al català»